# 피에트로 아레티노
피에트로 아레티노(Pietro Aretino, 1492년 4월 20일 ~ 1556년 10월 21일)는 동시대 예술과 정치에 엄청난 영향을 미치고 현대 외설 문학을 설립한 이탈리아 출신의 작가, 극작가, 시인, 풍자 작가, 공갈범이다.

## 저술서

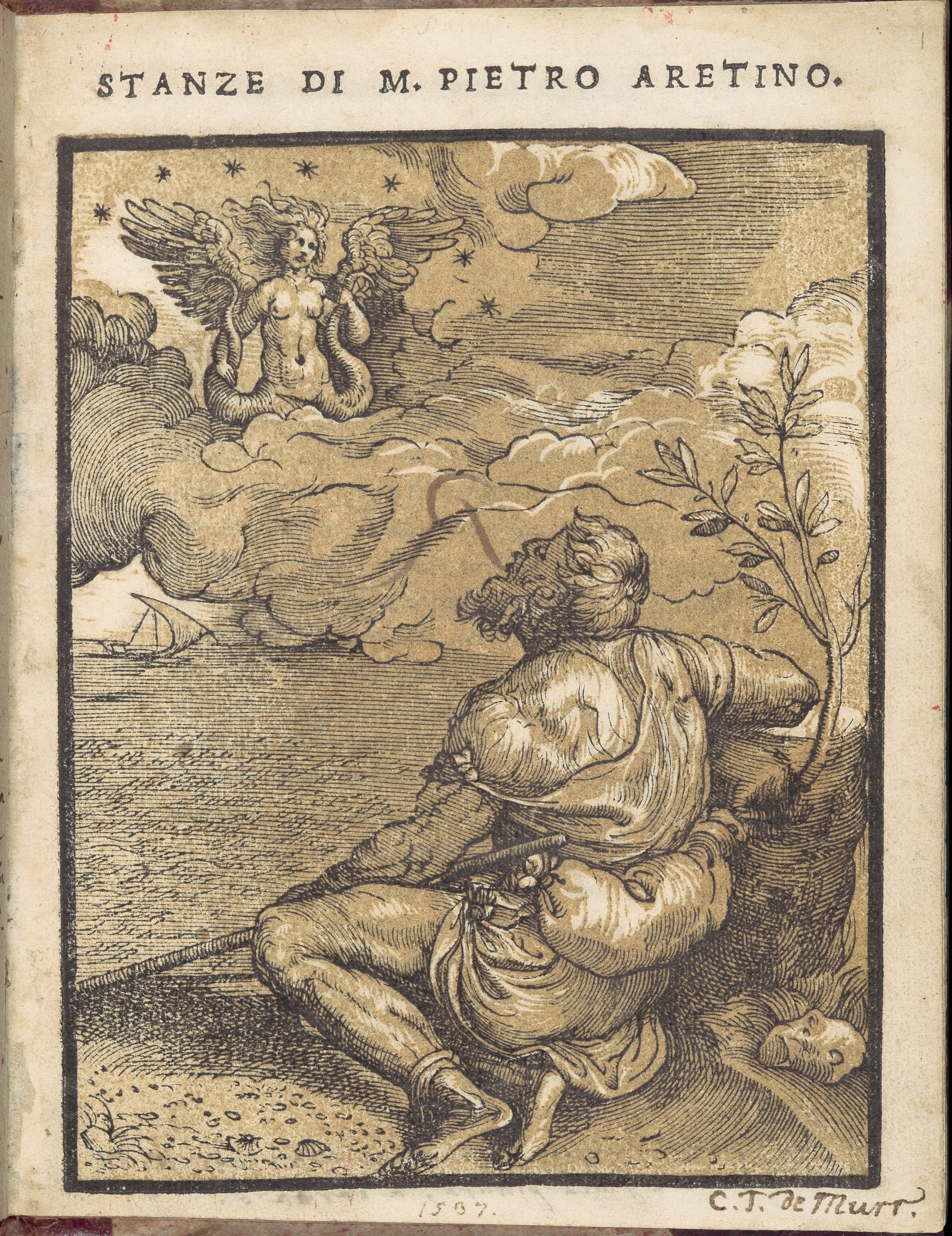
Stanze di M. Pietro Aretino, 1537

### 시가
- Sonetti lussuriosi
- Dubbi amorosi
- Orlandino

### 산문
- Lettere
- Ragionamenti

### 희곡
- Fraza
- La cortigiana
- Il marescalco
- La talanta
- Lo ipocrito
- Il filosofo

### 비극
- Orazia